# Zwartharige vachtegel
De zwartharige vachtegel (Zaglossus bartoni) is een van de drie nog levende soorten van het geslacht Zaglossus.

## Kenmerken
Het dier heeft vijf klauwen aan de voorpoten en vier klauwen aan de achterpoten en is daaraan te onderscheiden van de andere leden van het geslacht. Het gewicht varieert van 5 tot 10 kg. De lichaamslengte varieert tussen de 60 tot 100 cm en het dier heeft geen staart. Het heeft een dikke zwarte vacht. De soort is het grootste van alle cloacadieren en beweegt langzaam. Als verdediging rolt het zich op in een stekelige bal.

## Leefgebied
Deze soort bewoont gematigde en tropische bossen, bosachtige terreinen, open habitats en bergachtige gebieden op Nieuw-Guinea. Het komt voornamelijk voor op grote hoogtes tussen de 2000 en 3000 meter in Papoea-Nieuw-Guinea en het Foja-gebergte.

## Ondersoorten
Er zijn vier erkende ondersoorten:
- Zaglossus bartoni bartoni (Thomas, 1907) – komt voor in centraal Papoea-Nieuw-Guinea.[2]
- Zaglossus bartoni clunius (Thomas and W. Rothschild, 1922) – komt voor op het Huonschiereiland en is geïsoleerd van de andere ondersoorten door de laaglanden van de Markhamvallei.[2]
- Zaglossus bartoni smeenki (Flannery and Groves, 1998) – komt voor in zuidoostelijk Papoea-Nieuw-Guinea, in de Nanneau-bergketen in de provincie Oro.[2]
- Zaglossus bartoni diamondi (Flannery and Groves, 1998) – komt voor in het Centrale Hoogland van Westelijk Nieuw-Guinea en Papoea-Nieuw-Guinea, tussen de Wisselmeren en Kratke Range.[2]

De populatie van iedere ondersoort is geografisch geïsoleerd en ze kunnen onderscheiden worden aan de hand van de verschillen in hun lichaamslengte.